# Schalihorn
Schalihorn är en bergstopp i Schweiz.   Den ligger i distriktet Visp och kantonen Valais, i den södra delen av landet, 100 km söder om huvudstaden Bern. Toppen på Schalihorn är 3 975 meter över havet, eller 231 meter över den omgivande terrängen. Bredden vid basen är 1,1 km.
Terrängen runt Schalihorn är huvudsakligen mycket bergig. Närmaste större samhälle är Zermatt, 7,8 km söder om Schalihorn. 
Trakten runt Schalihorn består i huvudsak av gräsmarker. Runt Schalihorn är det ganska glesbefolkat, med 27 invånare per kvadratkilometer.